# Качула Віктор Володимирович

Віктор Качула з донькою Юлією

Ві́ктор Володи́мирович Качу́ла (народився 7 травня 1959 в селі Горки, тепер Гірки, Любешівського району на Волині) — український журналіст, поет-пісняр. Головний редактор Всеукраїнської загальнополітичної і літературно-художньої газети «Кримська світлиця» (2000—2016). Заслужений журналіст України (2006).

## Біографія
У 1974 закінчив Рудко-Козинську 8-річну школу (Рожищенський район, Волинь), у 1978 — Шацький лісовий технікум.
В 1978—1980 служив у Групі Радянських військ у Німеччині. З 1985 — в Криму.
У 1987 закінчив факультет журналістики Київського державного університету імені Тараса Шевченка, здобувши спеціальність журналіста.
Розпочав трудову діяльність за фахом у 1982 році в Рожищенській районній газеті «Світло Жовтня». З 1986 по 1998 був кореспондентом, відповідальним секретарем у газеті «Кримський комсомолець». З 1998 до 2000 працював на посаді заступника головного редактора у газеті «Кримська світлиця», з 2000 до 2016 — головний редактор «Кримської світлиці». Після звільнення у 2016 р. за незгоду із переведенням газети з окупованого Криму до Києва продовжує з кількома колегами на волонтерських умовах підтримувати сайт «Кримської світлиці» в Криму. 

## Творчість
У 2007 разом з донькою випустив диск авторських пісень «Може, мамо, я хоч трохи кращим світ зроблю!».
У 2013 — книжку віршів «Небо — вище там, де ми!» та однойменний диск авторських пісень.
У 2019 — книжку «Солдатський альбом» (поетично-пісенний щоденник про службу у Групі Радянських військ у Німеччині).
29 квітня 2016 в Києві в Національній спілці письменників України відбувся творчий вечір Віктора Качули та його доньки поетеси, переможниці багатьох всеукраїнських та міжнародних пісенних конкурсів Юлії.

## Родина
Дружина Галина Володимирівна — вчитель української мови та літератури, донька Юлія — студентка факультету естрадного виконавства Національної академії керівних кадрів культури і мистецтв (м. Київ), у Криму відома як «Золотий голос» Таврійського національного університету ім. Вернадського. 

## Різне
Життєве кредо Віктора Качули — не відступати і не здаватися! 

## Відзнаки
- Заслужений журналіст України (2006).